# Sandra Ahrens

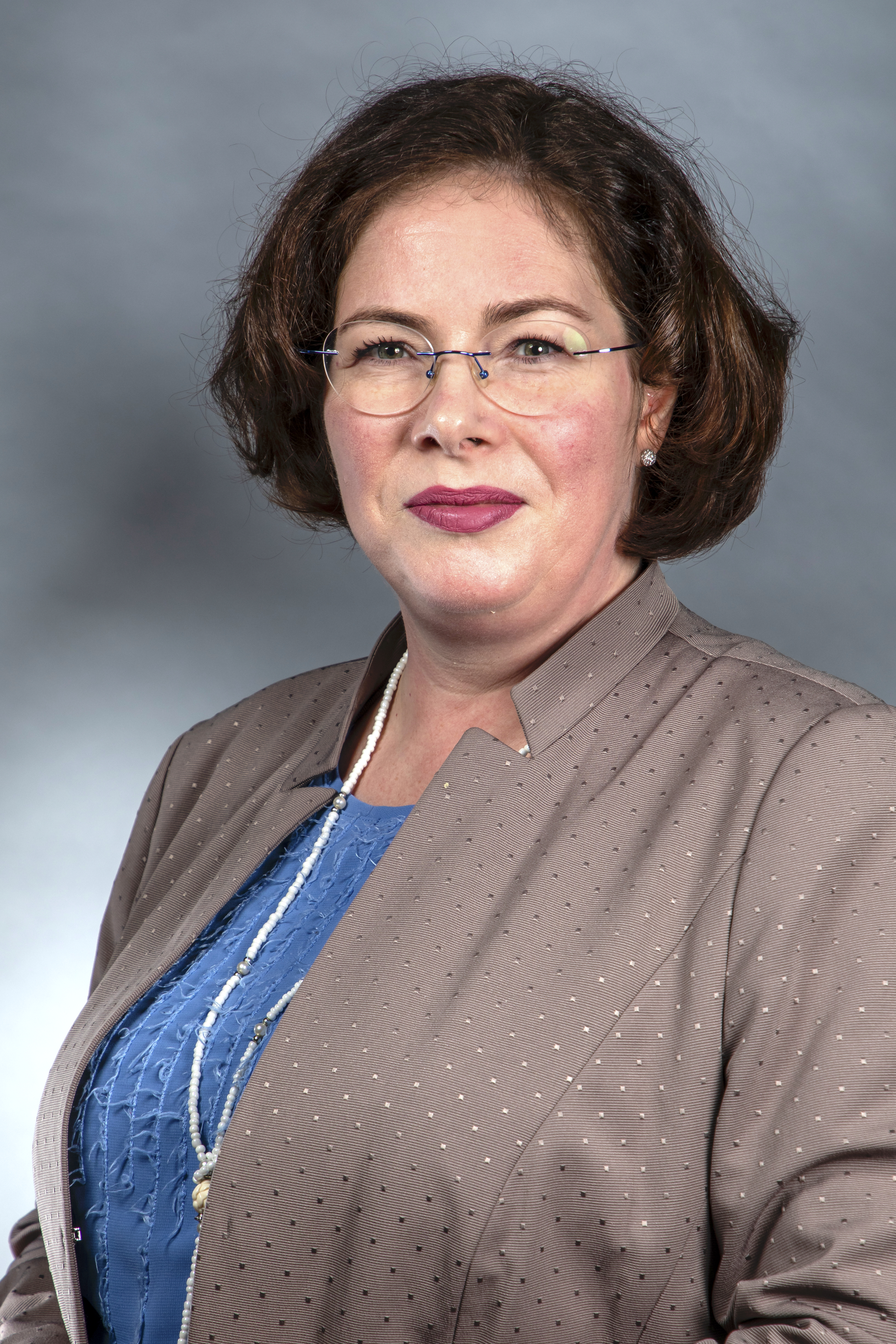
Sandra Ahrens (2019)

Sandra Ahrens (* 27. März 1974 in Bremen) ist eine deutsche Politikerin (CDU). Sie ist seit 2003 Abgeordnete der Bremischen Bürgerschaft.

## LBiografie

### Familie, Ausbildung und Beruf
Ahrens schloss 1993 das Schulzentrum Horn in Bremen mit dem Abitur ab. Von 1993 bis 1996 studierte sie an der Hochschule für öffentliche Verwaltung (HföV) und schloss das Studium als Diplom-Finanzwirtin (FH) ab. Zwischen 1996 und 1997 war sie beim Finanzamt Bremen-Mitte im Bereich der Personengesellschaften sowie im Bereich der steuerbefreiten gemeinnützigen Körperschaften tätig. Von 1997 bis 2003 wurde sie im Spezialgebiet der Verlustzuweisungsgesellschaften beim Finanzamt eingesetzt. Zwischen 2003 und 2011 durfte sie ihre Tätigkeit als Finanzbeamtin nicht ausüben, da dies im Bundesland Bremen aufgrund der Inkompatibilitätsregelung nicht erlaubt war. Seit 2011 sind diese Regeln aufgehoben. Bis 2012 arbeitete sie daraufhin als Steueramtfrau in der Rechtsbehelfsstelle des Finanzamtes Bremen-Mitte, bis sie 2012 vor der Geburt ihres zweiten Kindes in Mutterschutz und Erziehungsurlaub ging.
Ahrens ist verheiratet und hat zwei Kinder. Sie wohnt in Bremen-Obervieland.

### Politik
Ahrens ist seit 1998 Beisitzerin im CDU-Stadtbezirksverband Obervieland. Seit 2002 ist sie als Beisitzerin Mitglied im Landesvorstand der bremischen CDU. Von 2002 bis 2004 war sie stellvertretende Landesvorsitzende der Frauen Union, danach deren Landesvorsitzende. Sie war von 2002 bis 2004 Beisitzerin im Landesvorstand der Christlich Demokratischen Arbeitnehmerschaft Deutschlands (CDA), von 2004 bis 2012 war sie Landesvorsitzende und Mitglied des Bundesvorstandes der Frauen Union. Von 2007 bis 2011 und wieder seit 2015 ist Ahrens Mitglied des Bürgerschaftsvorstandes (Schriftführerin).
Ahrens ist Mitglied der Bremischen Bürgerschaft seit 7. Juli 2003, als sie für den in den Senat gewählten Abgeordneten Eckhoff nachrückte.
Ahrens war und/oder ist vertreten in folgenden Gremien:
- Landesjugendhilfeausschuss und im Jugendhilfeausschuss
- Betriebsausschuss von Kita Bremen
- Mitglied im Stiftungsrat der bremischen Kinder- und Jugendstiftung[1]
- Verfassungs- und Geschäftsordnungsausschuss
- Staatliche und Städtische Deputation für Bildung und Kinder
- Mitglied im Stiftungsrat Bürgerstiftung Bremen[2]

Sie ist aktuell Sprecherin für Kinder- und Familienpolitik sowie im Vorstand der CDU-Fraktion.

### Öffentliche Ämter
- Von 1998 bis 2005 war Ahrens stellvertretende Landesjugendleiterin der Deutschen Steuergewerkschaft (DSTG) und Mitglied im Deutschen Beamtenbund. Von 1998 bis 2001 war sie stellvertretende Ortsverbandsvorsitzende und zwischen 2001 und Juni 2004 Ortsverbandsvorsitzende der DSTG für das Finanzamt Bremen-Mitte.
- Von 2003 bis 2009[3] war sie Beisitzerin im geschäftsführenden Vorstand des Bremer Frauenausschusses/Landesfrauenrat Bremen
- Von 2004 bis 2011 war sie Mitglied des Kuratoriums des Alfred-Wegener-Instituts für Polar- und Meeresforschung.
- Seit 2005 ist sie Mitglied der Finanzholding der Sparkasse Bremen.[4]